# Albert Hirsch (Geistlicher)

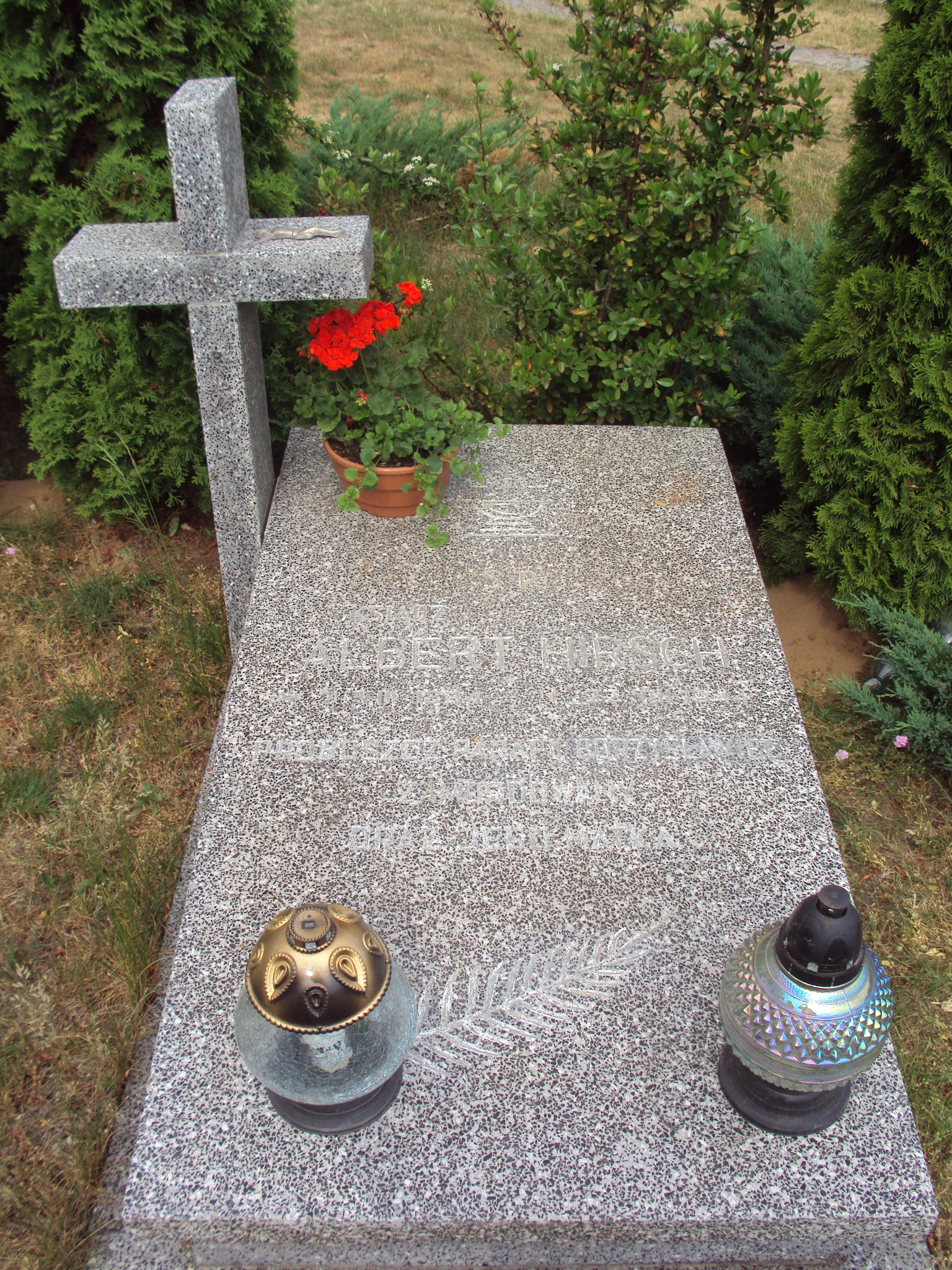
Albert Hirsch Grab in Borzysławiec

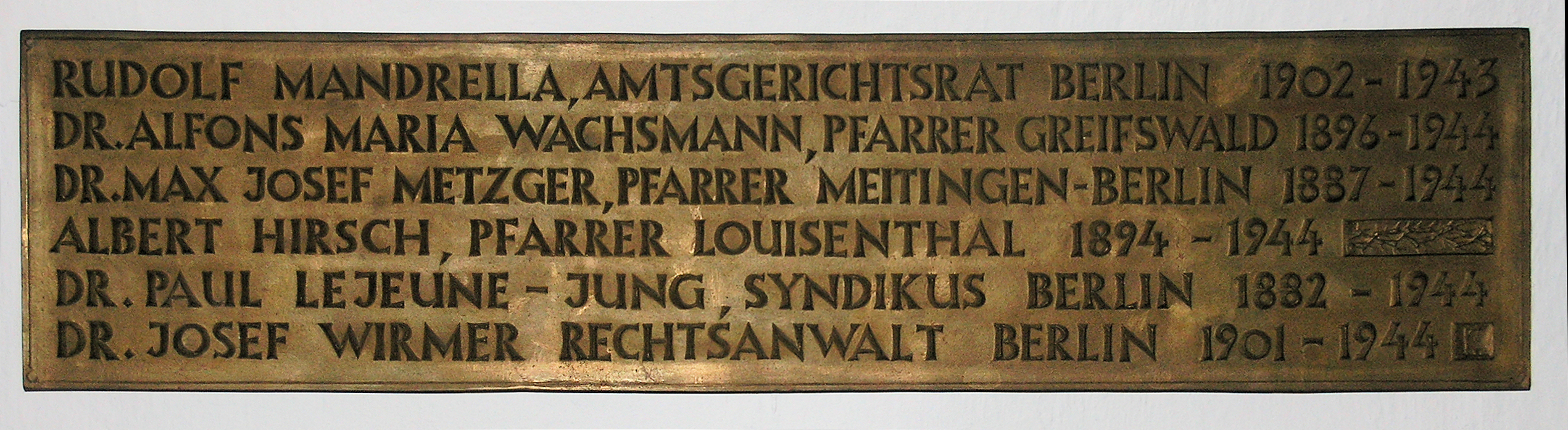
Gedenktafel der Märtyrer der NS-Zeit in der Krypta der Sankt-Hedwigs-Kathedrale in Berlin-Mitte

Albert Robert Hirsch (* 7. August 1894 in Charlottenburg; † 22. August 1944 in Gollnow) war ein deutscher katholischer Geistlicher, Widerständler und Opfer des Nationalsozialismus.

## Leben
Seine Eltern waren der Eisenbahner Joseph Ferdinand Hirsch und Helene Elisabeth Hirsch. Er ging als Freiwilliger in den Ersten Weltkrieg, bei dem er in Flandern verwundet wurde, danach studierte er Theologie in Breslau und erhielt am 19. Juni 1921 seine Priesterweihe. Als Kaplan wirkte er unter anderem in Luckenwalde und Berlin, zudem vom 14. Januar 1926 bis zum 25. November 1929 in Frankfurt (Oder). Hirsch war bescheiden und ein beliebter Seelsorger. Er kümmerte sich um Bauern und um kranke und ungetaufte Kinder. Hirsch mied staatliche Versammlungen, erwiderte den Parteigruß nicht und hörte verbotene Radiosender. Deswegen wurde er 1943 von der Gestapo im Zuge der Aktion Fall Stettin verhaftet und vor ein Sondergericht gestellt.
Zur Zeit seiner Verhaftung war er Kaplan in Luisenthal, Landkreis Naugard. Er wurde wegen „Verbreitung feindlicher Nachrichten“ zu vier Jahren Zuchthaus verurteilt, erlag dann aber im nahegelegenen Zuchthaus Gollnow am 22. August 1944 den Haftfolgen.

## Würdigung
Die katholische Kirche hat Albert Hirsch im Jahr 1999 als Glaubenszeugen in das deutsche Martyrologium des 20. Jahrhunderts aufgenommen.
Im Jahr 1997 wurde in Frankfurt (Oder) von der Caritas ein neues Seniorenzentrum errichtet, das seinen Namen trägt.